# Rüppells mees
Rüppells mees (Melaniparus leucomelas; synoniem: Parus leucomelas) is een zangvogel uit de familie Paridae (mezen). De Nederlandse naam verwijst naar de Duitse natuuronderzoeker Eduard Rüppell die deze vogel in 1840 wetenschappelijk heeft beschreven.

## Verspreiding en leefgebied
Deze soort komt voor in centraal Afrika en telt twee ondersoorten:
- M. l. leucomelas: centraal en zuidoostelijk Ethiopië.
- M. l. insignis: van zuidelijk Gabon, Congo-Brazzaville en Angola tot Oeganda, Tanzania, Malawi en Zambia.

## Status
De grootte van de populatie is niet gekwantificeerd maar de soort wordt omschreven als algemeen. Op de Rode lijst van de IUCN heeft deze soort de status niet bedreigd.